# Partikulärlösning
Inom matematiken, särskilt inom teorin om differentialekvationer, kallas varje enskild lösning av en differentialekvation för den partikulära lösningen. För linjära differentialekvationer används partikulärlösningen tillsammans med homogenlösningen för att hitta differentialekvationens allmänna lösning.

## Bakgrund
En linjär differentialekvation kan skrivas som:
{\displaystyle T(y)=f(x)}
där {\textstyle T} är en linjär operator och {\textstyle f(x)} är en känd funktion. Partikulärlösningen {\textstyle y_{p}} är en godtycklig lösning av differentialekvationen {\textstyle f(x)}:
{\displaystyle T(y_{p})=f(x)}
Om vi kan finna homogenlösningen {\textstyle T(y_{h})=0}, kan vi sedan använda superpositionsprincipen för att hitta den allmänna lösningen till differentialekvationen {\textstyle f(x)}, ty:
{\displaystyle T(y_{p}+y_{h})=T(y_{p})+T(y_{h})=f(x)+0=f(x).}

## Exempel
Betrakta den linjära icke-homogena differentialekvationen:
{\displaystyle {\frac {\mathrm {d} f}{\mathrm {d} t}}+f(t)=e^{t}.}
Den motsvarande homogena differentialekvationen lyder:
{\displaystyle {\frac {\mathrm {d} f}{\mathrm {d} t}}+f(t)=0.}
Den allmänna lösningen på den homogena ekvationen lyder:
{\displaystyle f(t)=Ae^{-t},\quad A\in \mathbb {C} .}
En partikulärlösning av den ursprungliga, icke-homogena ekvationen är:
{\displaystyle f(t)={\tfrac {1}{2}}e^{t}.}
Den allmänna lösningen av den icke-homogena ekvationen lyder således:
{\displaystyle f(t)={\tfrac {1}{2}}e^{t}+Ae^{-t},\quad A\in \mathbb {C} .}